# 오성도서관
오성도서관은 경기도 평택시 오성면 숙성리 소재의 시립 도서관이다.

## 연혁
- 2013년 9월 27일 개관

## 시설현황
- 2층: 제1·2종합자료실, 검색대, PC코너
- 1층: 어린이자료실, 다락방, 문화강좌실, 쉼터

## 이용 안내
이용 시간
- 어린이자료실: 화~금 10:00 ~ 19:00 / 토 09:00 ~ 18:00
- 1ㆍ2종합자료실: 화~금 10:00 ~ 19:00 / 토 09:00 ~ 18:00

휴관일
- 매주 일ㆍ월요일
- 법정공휴일
- 기타 관장이 부득이하게 필요하다고 인정하는 날